# Ян Хоєньський
Ян Хоєньський гербу Абданк (нар. 17 березня 1486, Ґолеєвко — пом. 11 березня 1538, Пйотркув-Трибунальський) — польський римсько-католицький і державний діяч; єпископ перемиський (1531–1535), плоцький (1535–1537), краківський (1537–1538); секретар великий коронний (1526–1537), великий канцлер коронний (1537–1538).

## Життєпис
Народився Ян 17 березня 1486 у селі Ґолеєвко біля Равича у Познанському воєводстві, у сім'ї Яна Хоєньського та його дружини Анни з Кшижанова. Мав двох братів — Войцеха та Бенедикта.
Після здобуття початкової освіти у Познані, 1502 року вступив до Краківського університету, де 1505 року став бакалавром вільних мистецтв. Потім навчався у Сієнському університеті в Італії, де 1514 року став доктором обох прав.
Після повернення до Польщі Ян Хоєньський став канцлером свого родича, Краківського єпископа Яна Конарського, і отримав перші бенефіції: став деканом келецьким і пробстом у Косьцельцю. 1515 року став каноніком краківської катедральної капітули. 1520 року сейм призначив його збирачем податків у повітах Чхувcькому, Бецькому та Сандецькому. 1522 року став архідияконом краківським, 1523 — консерватором Краківського університету із завданням його реформування. З 1523 року виконував обов'язки секретаря королівського, завдяки особистим заслугам 1526 року став секретарем великим коронним і отримав від Сигізмунда Старого пробство капітули катедральної познанської (1526–1535). Був довіреним чиновником короля і королеви, яких він декілька разів представляв, зокрема, у переговорах щодо угорської корони. Був королівським послом на сеймик Краківського воєводства у Прошовицях. Неодноразово був послом, проводив міжнародні переговори та був посередником у фінансових операціях королеви Бони. Володів привілеєм нотаріального творення.
У Оломоуці 1 червня 1527 року за посередництвом Польського королівства відбувся з'їзд між Яношем Заполья та Фердинандом Габсбургом, метою якого визначено вирішення питання наслідування угорської корони після смерті Людовика ІІ та припинення воєнних дій. На з'їзді Польщу представляв, зокрема, секретар короля Ян Хоєньський. Під час роботи з'їзду кожна зі сторін висунула свої пропозиції щодо вирішення конфлікту. Проте мирні переговори під час з'їзду зайшли в глухий кут, адже ніхто не бажв іти на компроміс і не приймав жодного варіанту вирішення проблеми, окрім свого.
4 серпня 1531 року Ян Хоєньський був обраний Перемиським єпископом. Він ніколи не приїздив до столиці своєї дієцезії, але отримав для неї кілька королівських привілеїв. Під час засідання Пйотркувського сейму 1534 року шляхта виступила з новим проектом кодексу «Correctura iurium». Король рішуче відмовився підтримувати шляхетську ініціативу. Особливий вплив на рішення Сигізмунда І справила позиція духовенства, відстоювана Ґнєзненським архієпископом Анджеєм Кшицьким та перемиським єпископом Яном Хоєньським, які вбачали в екзекуцйному русі відкриту загрозу для інтересів католицької церкви в Польщі.
Єпископ Хоєньський підтримував близькі стосунки з віденським та прусським правлячими дворами, за підтримки курфюрста Бранденбурга 27 жовтня 1535 року став Плоцьким єпископом. Того ж року схвалив шлюб королівни Ядвіги Ягеллонки з курфюрстом Бранденбургу Йоахімом II Гектором.
На засіданні Краківського сейму 1536–1537 років шляхта порушила питання про скасування сплати польським духовенством аннат римській курії і недотримання умов укладеного 1525 року між папою Климентієм VII та Сигізмундом І конкордату про врахування інтересів Польщі при розподілі церковних бенефіцій. Боротьба проти сплати аннат сприймалась перважною більшістю єпископів як ознака зародження реформаційного руху у середовищі польської шляхти. Зокрема, єпископ Ян Хоєньський у своєму виступі зауважив, що намагання скасувати виплати аннат може стати тільки початком наступу на права церкви, що призведе до розв'язання громадянської війни, подібної до тієї, яку спровокувала Реформація у Німеччині. Засідання сейму було зірване через рішення сенату не брати участі у задоволенні висунутих шляхтою вимог.
1537 року, незважаючи на опозицію знаті та королеви, яка не бажала посилення його міжнародних контактів, Ян Хоєньський отримав від короля велику печатку коронного канцлера, а згодом Краківське єпископство. Шляхта протестувала проти поєднання краківського єпископства з канцлерством під час «Курячої війни» під Львовом.
Ян Хоєньський був одним із найвидатніших представників польського гуманізму, зібрав навколо себе інтелектуальну еліту та підтримував визначних гуманістів прийняттям на свій двір, задіянням у роботі єпископської та королівської канцелярій, порадами та грошима, стипендіями на навчання у європейських університетах, зокрема, Марціна Кромера, Станіслава Гозія, Юзефа Струся.
Помер Ян Хоєньський у останній день Пйотркувського сейму, 11 березня 1538 року, під час якого він таврував становий егоїзм і представляв шляхи реконструкції Польського королівства. Зокрема, напередодні, при розгляді питання обмеження економічних прав євреїв, він виступив з промовою, вимагаючи їхнього вигнання з Польщі. Наступного дня він помер, що викликало підозру щодо його можливого отруєння. Був похований за головним вівтарем у Вавельській катедрі. Нині надгробок єпископа знаходиться у каплиці короля Яна Ольбрахта, присвяченій Божому Тілу.

## Ян Хоєньський у творах мистецтва

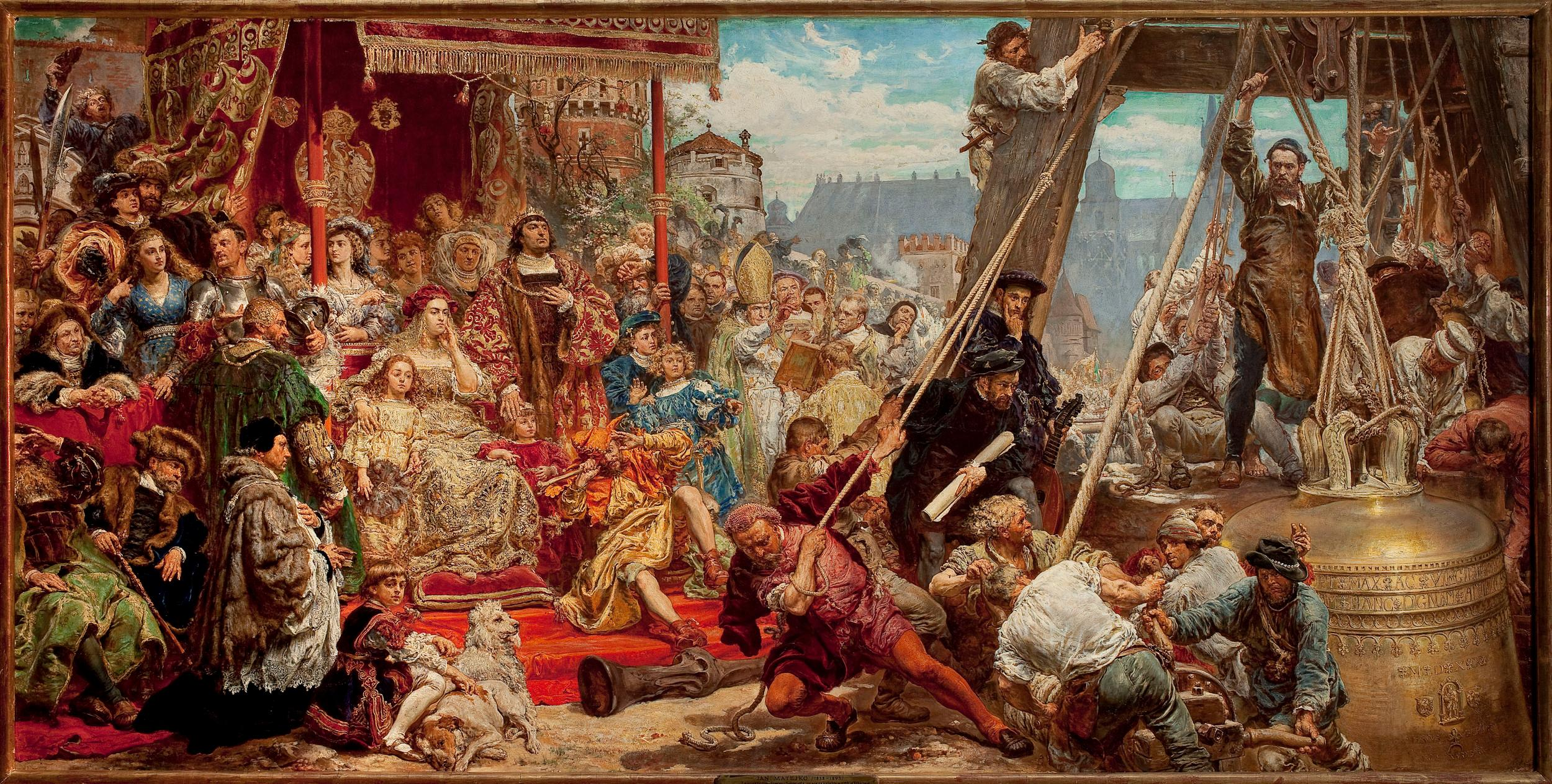

Єпископ Ян Хоєньський є однією з ключових осіб, які зображені на картині Яна Матейка «Підвішування дзвону Сигізмунда на вежі кафедрального собору в Кракові 1521 року». Посередині, трохи на задньому плані, бачимо Краківського єпископа, який здійснює урочисте освячення дзвону, та каноніка ґнєзненського Ґжеґожа Любранського з хрестом. Хоча, з історичної точки зору на картині допущені помилки, зокрема, тому що 1521 року Хоєньський був лише краківським каноніком, а Любранський помер ще 1500 року.
Також, Ян Матейко написав невеликий (26,3 x 16,7 см) портрет єпископа Хоєньського близько 1860 року.